# Sergei Novitski
Sergei Nikolayevich Novitski (em russo:  Серге́й Николаевич Новицкий; Moscou, RSFS da Rússia, 16 de maio de 1981) é um ex-patinador artístico russo, que competiu na dança no gelo. Com Jana Khokhlova ele conquistou uma medalha de bronze em campeonatos mundiais, uma medalha de ouro e duas de bronze em campeonatos europeus e foi duas vezes campeão do campeonato nacional russo.

## Principais resultados

### Com Sergei Novitski
| Resultados | Resultados    | Resultados      | Resultados        | Resultados        | Resultados        | Resultados        | Resultados        | Resultados        | Resultados        | Resultados    | Resultados    | Resultados    | Resultados    |
| Internacional | Internacional | Internacional   | Internacional     | Internacional     | Internacional     | Internacional     | Internacional     | Internacional     | Internacional     | Internacional | Internacional | Internacional | Internacional |
| Evento/Temporada | 2001– 2002    | 2002– 2003      | 2003– 2004        | 2004– 2005        | 2005– 2006        | 2006– 2007        | 2007– 2008        | 2008– 2009        | 2009– 2010        |               |               |               |               |
| --- | ------------- | --------------- | ----------------- | ----------------- | ----------------- | ----------------- | ----------------- | ----------------- | ----------------- | ------------- | ------------- | ------------- | ------------- |
| Jogos Olímpicos |               |                 |                   |                   | 12.º              |                   |                   |                   | 9.º               |               |               |               |               |
| Campeonato Mundial |               |                 |                   |                   | 12.º              | 8.º               | Medalha de bronze | 6.º               | WD                |               |               |               |               |
| Campeonato Europeu |               |                 |                   |                   | 10.º              | 4.º               | Medalha de bronze | Medalha de ouro   | Medalha de bronze |               |               |               |               |
| GP Grand Prix Final |               |                 |                   |                   |                   | 5.º               | 5.º               | WD                |                   |               |               |               |               |
| GP Cup of China |               |                 |                   |                   |                   | Medalha de bronze |                   | Medalha de bronze | Medalha de prata  |               |               |               |               |
| GP Cup of Russia |               |                 |                   | 7.º               |                   |                   |                   | Medalha de ouro   |                   |               |               |               |               |
| GP NHK Trophy |               |                 | 6.º               |                   | 4.º               | Medalha de prata  | Medalha de bronze |                   |                   |               |               |               |               |
| GP Skate America |               |                 |                   |                   |                   |                   |                   |                   | 4.º               |               |               |               |               |
| GP Skate Canada International |               |                 |                   | 6.º               |                   |                   |                   |                   |                   |               |               |               |               |
| GP Trophée Éric Bompard |               |                 |                   |                   | 6.º               |                   | Medalha de prata  |                   |                   |               |               |               |               |
| Golden Spin of Zagreb |               |                 | Medalha de bronze |                   |                   |                   |                   |                   |                   |               |               |               |               |
| Nebelhorn Trophy |               |                 | Medalha de prata  |                   |                   |                   |                   |                   |                   |               |               |               |               |
| Universíada |               | Medalha de ouro |                   | Medalha de ouro   |                   |                   |                   |                   |                   |               |               |               |               |
| Nacional |               |                 |                   |                   |                   |                   |                   |                   |                   |               |               |               |               |
| Campeonato Russo | 7.º           | 5.º             | 4.º               | Medalha de bronze | Medalha de bronze | Medalha de prata  | Medalha de ouro   | Medalha de ouro   |                   |               |               |               |               |
| Equipes |               |                 |                   |                   |                   |                   |                   |                   |                   |               |               |               |               |
| Troféu Mundial por Equipes |               |                 |                   |                   |                   |                   |                   | 5.º 5T/4P         |                   |               |               |               |               |
| |               |                 |                   |                   |                   |                   |                   |                   |                   |               |               |               |               |
| Legenda: GP = Grand Prix; WD = Abandonou; T = Posição da equipe; P = Posição individual; Competição não foi disputada nesta temporada |               |                 |                   |                   |                   |                   |                   |                   |                   |               |               |               |               |

### Com Natalia Lepetiukha
| Resultados                                                                     | Resultados             | Resultados             | Resultados             | Resultados             | Resultados             | Resultados             | Resultados             | Resultados             | Resultados             | Resultados             | Resultados             | Resultados             | Resultados             |
| Internacional – Júnior                                                         | Internacional – Júnior | Internacional – Júnior | Internacional – Júnior | Internacional – Júnior | Internacional – Júnior | Internacional – Júnior | Internacional – Júnior | Internacional – Júnior | Internacional – Júnior | Internacional – Júnior | Internacional – Júnior | Internacional – Júnior | Internacional – Júnior |
| Evento/Temporada                                                               | 2000– 2001             | 2001– 2002             |                        |                        |                        |                        |                        |                        |                        |                        |                        |                        |                        |
| ------------------------------------------------------------------------------ | ---------------------- | ---------------------- | ---------------------- | ---------------------- | ---------------------- | ---------------------- | ---------------------- | ---------------------- | ---------------------- | ---------------------- | ---------------------- | ---------------------- | ---------------------- |
| JGP JGP Bulgária                                                               |                        | 6.º                    |                        |                        |                        |                        |                        |                        |                        |                        |                        |                        |                        |
| Nacional                                                                       |                        |                        |                        |                        |                        |                        |                        |                        |                        |                        |                        |                        |                        |
| Campeonato Russo – Júnior                                                      | 8.º                    |                        |                        |                        |                        |                        |                        |                        |                        |                        |                        |                        |                        |
|                                                                                |                        |                        |                        |                        |                        |                        |                        |                        |                        |                        |                        |                        |                        |
| Legenda: JGP = Grand Prix Júnior; Competição não foi disputada nesta temporada |                        |                        |                        |                        |                        |                        |                        |                        |                        |                        |                        |                        |                        |

### Com Oksana Goncharenko
| Resultados                       | Resultados             | Resultados             | Resultados             | Resultados             | Resultados             | Resultados             | Resultados             | Resultados             | Resultados             | Resultados             | Resultados             | Resultados             | Resultados             |
| Internacional – Júnior           | Internacional – Júnior | Internacional – Júnior | Internacional – Júnior | Internacional – Júnior | Internacional – Júnior | Internacional – Júnior | Internacional – Júnior | Internacional – Júnior | Internacional – Júnior | Internacional – Júnior | Internacional – Júnior | Internacional – Júnior | Internacional – Júnior |
| Evento/Temporada                 | 1998– 1999             | 1999– 2000             |                        |                        |                        |                        |                        |                        |                        |                        |                        |                        |                        |
| -------------------------------- | ---------------------- | ---------------------- | ---------------------- | ---------------------- | ---------------------- | ---------------------- | ---------------------- | ---------------------- | ---------------------- | ---------------------- | ---------------------- | ---------------------- | ---------------------- |
| JGP JGP República Tcheca         |                        | 10.º                   |                        |                        |                        |                        |                        |                        |                        |                        |                        |                        |                        |
| JGP JGP Suécia                   |                        | 8.º                    |                        |                        |                        |                        |                        |                        |                        |                        |                        |                        |                        |
| JGP JGP Ucrânia                  | 6.º                    |                        |                        |                        |                        |                        |                        |                        |                        |                        |                        |                        |                        |
|                                  |                        |                        |                        |                        |                        |                        |                        |                        |                        |                        |                        |                        |                        |
| Legenda: JGP = Grand Prix Júnior |                        |                        |                        |                        |                        |                        |                        |                        |                        |                        |                        |                        |                        |